# 현대 맥스크루즈
현대 맥스크루즈는 현대자동차의 전륜구동 기반 준대형 SUV로, 3세대 3세대 싼타페의 롱 보디 모델이다.

## 1세대(NC)

### 맥스크루즈(2013년3월~2015년9월)

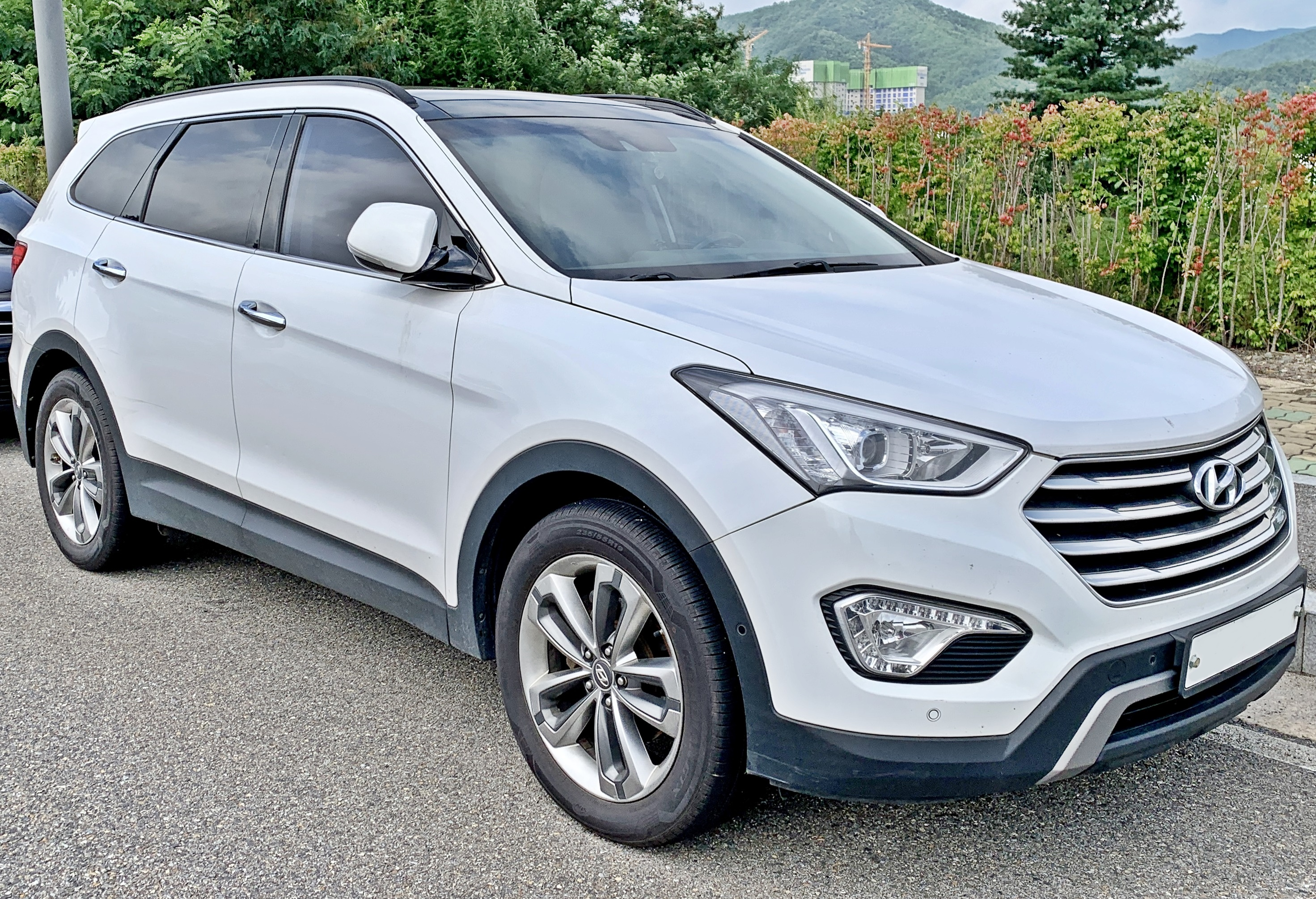
현대 맥스크루즈 정측면

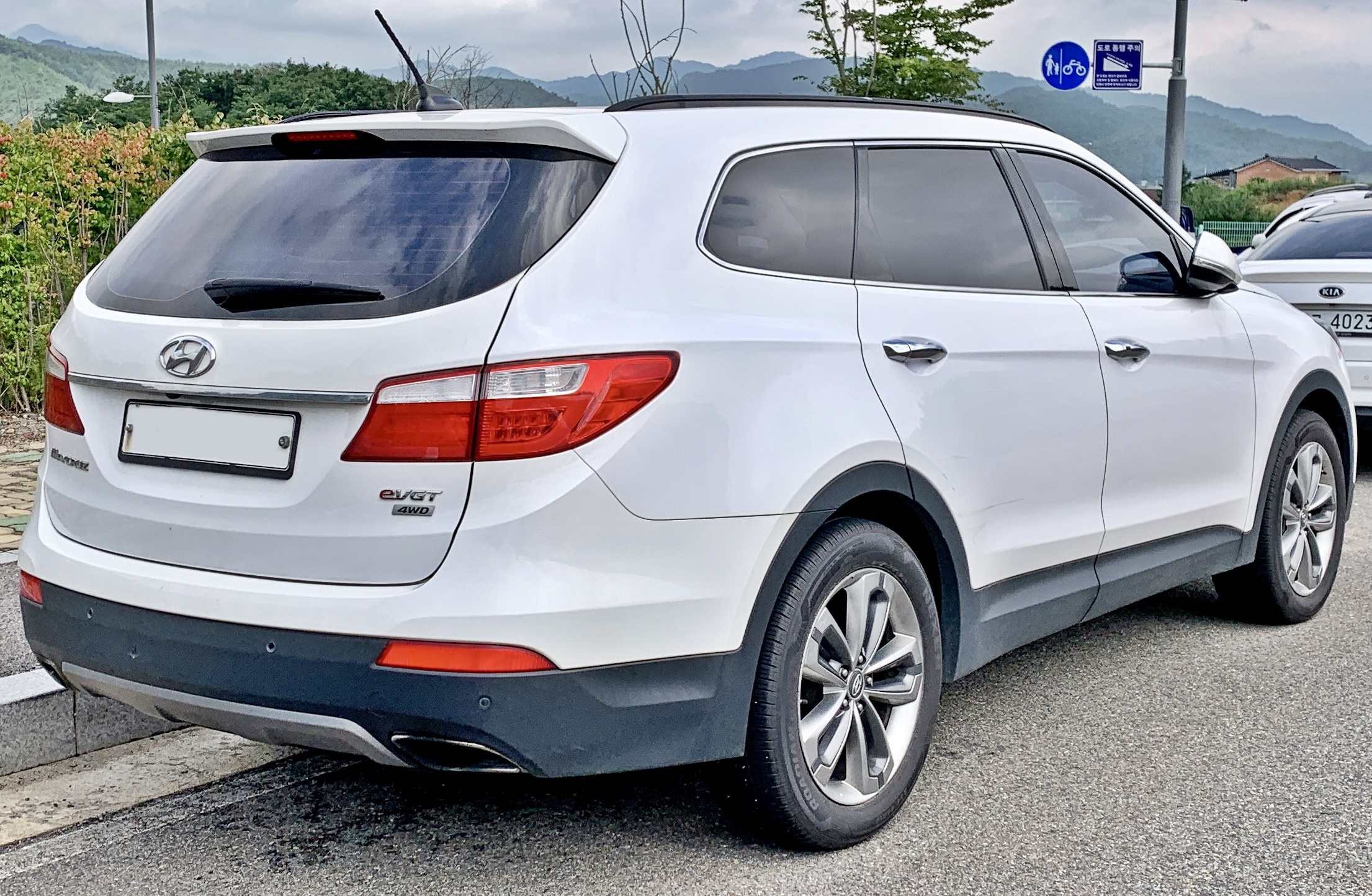
현대 맥스크루즈 후측면

미국에서는 2013년 11월에 출시가 되었으며, 대한민국에서는 2013년 3월 7일에 출시되었다. 싼타페(DM)의 롱 바디 사양으로, 2012년 5월 24일에 개최된 부산 국제 모터쇼에서 NC라는 차명으로 참고 출품되었다. NC는 맥스크루즈의 프로젝트명이다. 기존 싼타페(DM)에 비해 전장은 225mm, 전폭은 5mm, 축거는 100mm가 늘어나 더욱 여유로운 실내 공간을 확보했고, 대한민국산 SUV 최초의 2열 독립 시트(6인승 기준)를 마련해 안락함을 더했다. 6인승과 전륜구동이 기본 사양이고, 7인승과 4륜구동은 선택 사양이다. 맥스크루즈는 미국에서는 싼타페, 캐나다에서는 싼타페 XL, 유럽에서는 그랜드 싼타페로 판매되나, 대한민국에서는 싼타페(DM)와 차별을 두기 위해 별도의 차명이 채택되었고, 직렬 4기통 2.2ℓ R 디젤 엔진과 6단 자동변속기가 장착된다. 라인업은 익스클루시브와 익스클루시브 스페셜 등 2가지로 나뉜다. 한편 맥스크루즈는 미국을 비롯한 세계 시장에서는 베라크루즈를 대체하나, 대한민국에서는 싼타페(DM)의 롱 바디 사양으로서 베라크루즈와는 별도로 출시되었다. 따라서 베라크루즈도 2015년 10월까지 계속하여 병행 판매되었다. 2014년 5월에는 싼타페(DM)에도 있었던 커스터마이징 사양으로 구성된 튜익스 팩이 추가되었으며, 같은 해인 2014년 10월에 선보인 2015년형은 미국 및 캐나다 판매 사양에만 장착되던 그랜저(HG)에 장착되는 V형 6기통 3.3ℓ 람다 가솔린 직분사 엔진(패들 시프트, 알로이 페달 포함)이 추가되었고, 스마트 후측방 경보 장치, 스마트 파워 테일 게이트, 정전식 터치 기능의 8인치 신형 스마트 내비게이션 등이 신규 적용되었다.

#### 라인업
- 2WD 익스클루시브(디젤)
- 2WD 익스클루시브 스페셜(디젤/가솔린)
- 4WD 익스클루시브(디젤)
- 4WD 익스클루시브 스페셜(디젤/가솔린)

#### 컬러
- 외장
  - 크리미 화이트(YAC)
  - 미스틱 베이지(Y9Y)
  - 슬릭 실버(M8S)
  - 하이퍼 메탈릭(P2S)
  - 레드 멜롯(VR4)
  - 헌터 그린 (X9E) (2014년 10월 삭제)
  - 아라비안 모카(N9N) (2014년 10월 삭제)
  - 타임리스 블랙(RBS)
  - 오션 뷰(W9U)
  - 글레이셔(V9U) (2014년 5월 삭제)

- 내장
  - 블랙 원톤
  - 블랙 원톤+브라운 시트
  - 베이지 투톤
  - 그레이 투톤

맥스크루즈 제원
| 구분                 | 2.2ℓ R e-VGT 2WD (6인승/7인승) | 2.2ℓ R e-VGT 4WD (6인승/7인승) | 3.3ℓ 람다 GDI 2WD (6인승/7인승) | 3.3ℓ 람다 GDI 4WD (6인승/7인승) |
| -------------------- | ------------------------------ | ------------------------------ | ------------------------------- | ------------------------------- |
| 전장(mm)             | 4,915                          | 4,915                          | 4,915                           | 4,915                           |
| 전폭(mm)             | 1,885                          | 1,885                          | 1,885                           | 1,885                           |
| 전고(mm)             | 1,690 1,700(루프랙 적용시)     | 1,690 1,700(루프랙 적용시)     | 1,690 1,700(루프랙 적용시)      | 1,690 1,700(루프랙 적용시)      |
| 축거(mm)             | 2,800                          | 2,800                          | 2,800                           | 2,800                           |
| 윤거(전, mm)         | 1,628                          | 1,628                          | 1,628                           | 1,628                           |
| 윤거(후, mm)         | 1,639                          | 1,639                          | 1,639                           | 1,639                           |
| 승차 정원            | 6명 7명                        | 6명 7명                        | 6명 7명                         | 6명 7명                         |
| 변속기               | 자동 6단                       | 자동 6단                       | 자동 6단                        | 자동 6단                        |
| 서스펜션(전/후)      | 맥퍼슨 스트럿/멀티 링크        | 맥퍼슨 스트럿/멀티 링크        | 맥퍼슨 스트럿/멀티 링크         | 맥퍼슨 스트럿/멀티 링크         |
| 구동 형식            | 전륜구동                       | 4륜구동                        | 전륜구동                        | 4륜구동                         |
| 엔진 형식            | D4HB                           | D4HB                           | G6DH                            | G6DH                            |
| 연료                 | 디젤                           | 디젤                           | 가솔린                          | 가솔린                          |
| 배기량(cc)           | 2,199                          | 2,199                          | 3,342                           | 3,342                           |
| 최고 출력(ps/rpm)    | 200/3,800                      | 200/3,800                      | 290/6,400                       | 290/6,400                       |
| 최대 토크(kg*m/rpm)  | 44.5/1,800~2,500               | 44.5/1,800~2,500               | 34.8/5,200                      | 34.8/5,200                      |
| 연료 탱크 용량 (ℓ)   | 71                             | 71                             | 71                              | 71                              |
| 요소수 탱크 용량 (ℓ) | -                              | -                              | -                               | -                               |
| 공차 중량 (kg)       | 1,840/ 1,855                   | 1,905/ 1,920                   | 1,832/ 1,845                    | 1,901/ 1,914                    |
| 연비(km/ℓ)           | 도심 10.6/고속 14.0/복합 11.9  | 도심 10.1/고속 13.3/복합 11.3  | 도심 7.8/고속 10.8/복합 8.9     | 도심 7.5/고속 10.4/복합 8.5     |
| Co2 배출량 (g/km)    | 168                            | 178                            | 201                             | 209                             |

### 더 뉴 맥스크루즈(2015년9월~2019년2월)

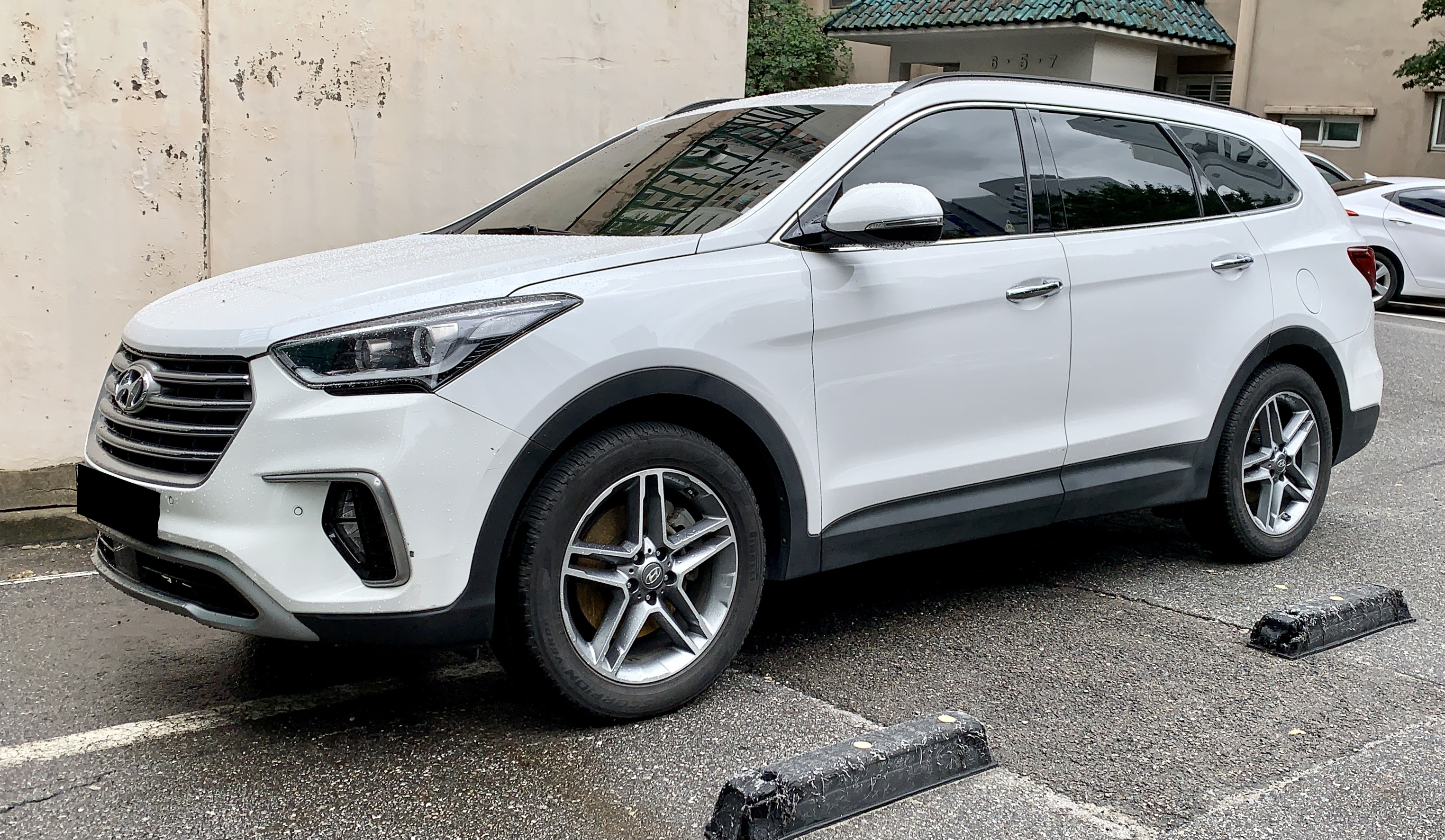
현대 더 뉴 맥스크루즈 정측면

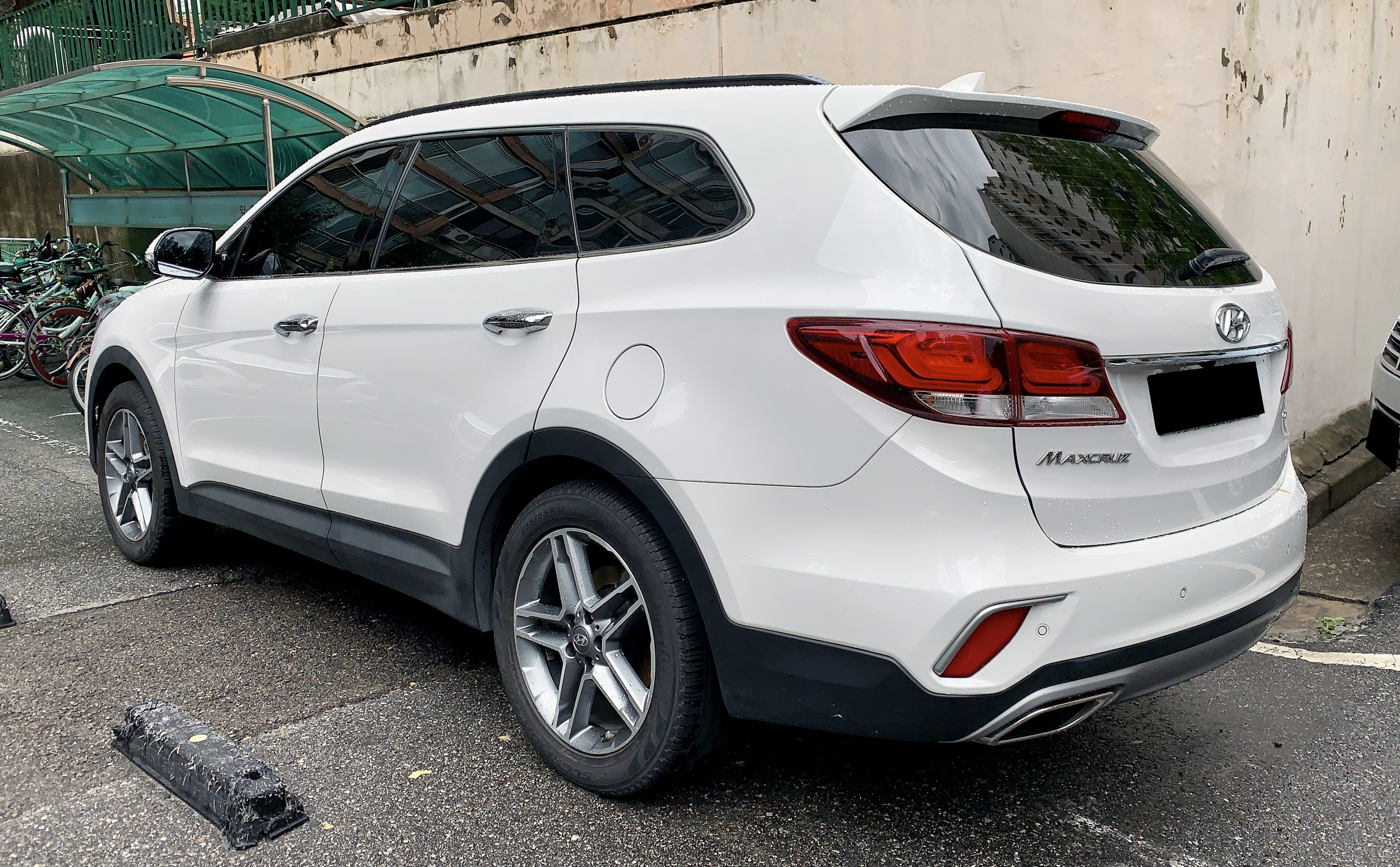
현대 더 뉴 맥스크루즈 후측면

2015년 9월 3일에 출시되었다. 새로운 형상의 라디에이터 그릴과 범퍼를 통하여 고급화를 꾀하였고, 외·내장 컬러의 확대로 선택의 폭을 넓혔다. 클러스터의 디자인은 간결해지고, 글씨체와 아이콘 역시 편하게 볼 수 있도록 하여 시인성을 높였다. 유로 6 배기 가스 기준을 충족시키는 직렬 4기통 2.2ℓ R 디젤 엔진은 성능과 정숙성이 향상되었고, 공회전 제한 장치가 새롭게 적용되었다. 흡차음재 보강과 함께 차체 상하부의 설계 최적화를 통하여 진동과 소음을 줄였다. 듀얼 에어백은 어드밴스드 에어백으로 변경되었고, 자동 긴급 제동 시스템의 적용과 더불어 차체 구조를 개선하여 미국 고속도로 안전보험협회에서 실시하는 스몰 오버랩 충돌 테스트에 대응할 수 있도록 하였다. 바이펑션 HID 헤드 램프과 어라운드 뷰 모니터링 시스템, 3열 USB 충전 포트 등이 신규 적용되어 편의성을 높였다. 2016년 미국 고속도로 안전보험협회 (IIHS)에서 실시한 자동차 안전도 평가에서 맥스크루즈 (미국 수출명: 싼타페)가 최고등급인 ‘탑 세이프티 픽 플러스(Top Safety Pick Plus)’ 등급을 획득했다. 2016년 11월 3일에 출시된 2017년형은 직렬 4기통 2.2ℓ R 디젤 엔진에 한하여 기존의 6단 자동변속기에서 8단 자동변속기로 바뀜과 동시에 연비가 소폭 상승하였다.
2018년 8월에는 강화된 배출가스 규제로 2.2L 디젤 엔진이 단종되었고, V6 3.3L 가솔린 GDI 엔진만 남았다. 후속 모델인 팰리세이드가 출시된 이후에도 아랫급으로 당분간 생산하다가, 2019년 2월에 완전히 단종되었다.

#### 라인업
- 2WD 익스클루시브(디젤/가솔린)
- 2WD 익스클루시브 스페셜(디젤)
- 2WD 프레스티지(디젤/가솔린)
- 2WD 파이니스트 에디션(디젤/가솔린)
- 4WD 익스클루시브(디젤/가솔린)
- 4WD 익스클루시브 스페셜(디젤)
- 4WD 프레스티지(디젤/가솔린)
- 4WD 파이니스트 에디션(디젤/가솔린)

#### 컬러
- 외장
  - 크리미 화이트(YAC)
  - 미스틱 베이지(Y9Y)
  - 슬릭 실버(M8S)
  - 하이퍼 메탈릭(P2S)
  - 레드 멜롯(VR4)
  - 타임리스 블랙(RBS)
  - 오션 뷰(W9U)
  - 스페이스 블루(TU9)
  - 미네랄 블루(VU9)
  - 탠 브라운(YN9)

- 내장
  - 블랙 원톤
  - 블랙 원톤+브라운 시트
  - 베이지 투톤
  - 그레이 투톤

더 뉴 맥스크루즈 제원
| 구분                 | 2.2ℓ R e-VGT 2WD (6인승/7인승)                                            | 2.2ℓ R e-VGT 4WD (6인승/7인승)                                            | 3.3ℓ 람다 GDI 2WD (6인승/7인승)                                      | 3.3ℓ 람다 GDI 4WD (6인승/7인승)                                      |
| -------------------- | ------------------------------------------------------------------------- | ------------------------------------------------------------------------- | -------------------------------------------------------------------- | -------------------------------------------------------------------- |
| 전장(mm)             | 4,905                                                                     | 4,905                                                                     | 4,905                                                                | 4,905                                                                |
| 전폭(mm)             | 1,885                                                                     | 1,885                                                                     | 1,885                                                                | 1,885                                                                |
| 전고(mm)             | 1,690 1,700(루프랙 적용시)                                                | 1,690 1,700(루프랙 적용시)                                                | 1,690 1,700(루프랙 적용시)                                           | 1,690 1,700(루프랙 적용시)                                           |
| 축거(mm)             | 2,800                                                                     | 2,800                                                                     | 2,800                                                                | 2,800                                                                |
| 윤거(전, mm)         | 1,628                                                                     | 1,628                                                                     | 1,628                                                                | 1,628                                                                |
| 윤거(후, mm)         | 1,639                                                                     | 1,639                                                                     | 1,639                                                                | 1,639                                                                |
| 승차 정원            | 6명 7명                                                                   | 6명 7명                                                                   | 6명 7명                                                              | 6명 7명                                                              |
| 변속기               | 자동 6단 (이후 자동 8단으로 변경)                                         | 자동 6단 (이후 자동 8단으로 변경)                                         | 자동 6단                                                             | 자동 6단                                                             |
| 서스펜션(전/후)      | 맥퍼슨 스트럿/멀티 링크                                                   | 맥퍼슨 스트럿/멀티 링크                                                   | 맥퍼슨 스트럿/멀티 링크                                              | 맥퍼슨 스트럿/멀티 링크                                              |
| 구동 형식            | 전륜구동                                                                  | 4륜구동                                                                   | 전륜구동                                                             | 4륜구동                                                              |
| 엔진 형식            | D4HB                                                                      | D4HB                                                                      | G6DH                                                                 | G6DH                                                                 |
| 연료                 | 디젤                                                                      | 디젤                                                                      | 가솔린                                                               | 가솔린                                                               |
| 배기량(cc)           | 2,199                                                                     | 2,199                                                                     | 3,342                                                                | 3,342                                                                |
| 최고 출력(ps/rpm)    | 202/3,800                                                                 | 202/3,800                                                                 | 290/6,400                                                            | 290/6,400                                                            |
| 최대 토크(kg*m/rpm)  | 45.0/1,750~2,750                                                          | 45.0/1,750~2,750                                                          | 34.8/5,200                                                           | 34.8/5,200                                                           |
| 연료 탱크 용량 (ℓ)   | 71                                                                        | 71                                                                        | 71                                                                   | 71                                                                   |
| 요소수 탱크 용량 (ℓ) | -                                                                         | -                                                                         | -                                                                    | -                                                                    |
| 공차 중량 (kg)       | 1,895/ 1,910 (이후 1,920/ 1,935로 변경)                                   | 1,965/ 1,980 (이후 1,990/ 2,005로 변경)                                   | 1,832/ 1,845 (이후 1,870/ 1,885로 변경)                              | 1,901/ 1,914 (이후 1,935/ 1,950로 변경)                              |
| 연비(km/ℓ)           | 도심 11.1/고속 14.0/복합 12.2 (이후 도심 11.4/고속 14.2/복합 12.5로 변경) | 도심 10.4/고속 12.8/복합 11.3 (이후 도심 10.4/고속 12.6/복합 11.3로 변경) | 도심 7.8/고속 10.8/복합 8.9 (이후 도심 7.2/고속 9.8/복합 8.2로 변경) | 도심 7.5/고속 10.4/복합 8.5 (이후 도심 7.1/고속 9.7/복합 8.0로 변경) |
| Co2 배출량 (g/km)    | 163 (이후 154로 변경)                                                     | 117 (이후 171로 변경)                                                     | 201 (이후 206로 변경)                                                | 209 (이후 210로 변경)                                                |

## 경쟁 차종
- 현대자동차 - 팰리세이드
- 기아자동차 - 모하비, 텔루라이드
- 쉐보레 - 트래버스
- 쌍용자동차 - G4 렉스턴
- 혼다 - 파일럿
- 포드 - 익스플로러, 플렉스
- 폭스바겐 - 투아렉, 아틀라스
- 지프 - 그랜드 체로키
- 닛산 - 패스파인더